# Marv Tarplin
Marvin "Marv" Tarplin (13. juni 1941 – 30. september 2011) var en amerikansk guitarist og sangskriver, bedst kendt som medlem af Motown-gruppen The Miracles.
Tarplin var født i Atlanta i Georgia, men flyttede som barn med familien til Detroit, hvor han begyndte at spille med pigegruppen The Primettes (senere kendt som The Supremes). Da gruppen deltog i en audition hos Motown, var forsangeren i The Miracles, Smokey Robinson, en af dem der hørte på. Smokey Robinson blev imponeret og overtalte Tarplin til at skifte til The Miracles, hvilket Tarplin gjorde i 1958. I en interviewfilm fra 2006 (Smokey Robinson & the Miracles: The Definitive Performances 1963-1987), fortalte Robinson, Pete Moore og Bobby Rogers, at Tarplins guitarspil, som mindede dem kraftigt om Curtis Mayfield, gav inspiration til mange af gruppens sange. Selvom Tarplin var med i The Miracles frem til 1973, er han bare afbildet på tre albumcovers: Cookin' with The Miracles (1962), I'll Try Something New (1962) og The Fabulous Miracles (1963). Han omtales på bagsiden af gruppens første album, Hi ... We're The Miracles (1961) og betegnes der som et af de originale medlemmer.
Tarplin var med til at komponere flere af The Miracles’ hits, blandt andet "The Tracks of My Tears" (1965), "My Girl Has Gone" (1965), "I Like It Like That" (1964), "Going to a Go-Go" (1965) og "The Love I Saw in You Was Just a Mirage" (1967). Han var også med til at skrive flere hits til Marvin Gaye, herunder "Ain't That Peculiar", "I'll Be Doggone" og "One More Heartache". Marv Tarplin medvirker tillige på sidstnævnte. Tarplin forlod The Miracles i 1973, omtrent samtidig med Smokey Robinson og Claudette Rogers Robinson. Efter bruddet med The Miracles fortsatte Tarplin samarbejdet med Smokey Robinson. Tarplin skrev sammen med Robinson en række af Robinsons sange (bl.a. "Cruisin'" (1978) og "Being with You" (1981), og Tarplin var guitarist på Robinsons plader og turneer.
I marts 2009 blev The Miracles tildelt en stjerne på Hollywood Walk of Fame. Tarplin var til stede, men det vakte opsigt, at han ikke var blandt de af gruppemedlemmerne som fik diplom.